# Этадзима (город)
Этадзима (яп. 江田島市 Этадзима-си) — город в Японии, находящийся в префектуре Хиросима. Площадь города составляет 100,98 км², население — 24 918 человек (1 июля 2014), плотность населения — 246,76 чел./км².

## Географическое положение
Город расположен на острове Этадзима в префектуре Хиросима региона Тюгоку. С ним граничат города Куре, Хиросима, Отакэ, Хацукаити, Ивакуни и посёлок Сака.

## Население
Население города составляет 24 918 человек (1 июля 2014), а плотность — 246,76 чел./км². Изменение численности населения с 1980 по 2005 годы:
| 1980 | 41 892 чел. |  |
| 1985 | 40 317 чел. |  |
| 1990 | 37 257 чел. |  |
| 1995 | 34 866 чел. |  |
| 2000 | 32 278 чел. |  |
| 2005 | 29 939 чел. |  |

## Символика
Деревом города считается сакура, цветком — хризантема.